# Uffe Thorndahl
Uffe Thorndahl (født 27. september 1941) er en dansk politiker, som var borgmester i Hørsholm Kommune i perioden 2001-2009 (fra 2008 uden for partierne).
I 1960 blev Uffe Thorndahl student fra Lyngby Gymnasium. Han blev premierløjtnant i 1965. I 1968 blev han civilingeniør.
I 1984 udgav Uffe Thorndahl bogen Højforræderi: Fremskridtspartiets storhed og undergang og i 1985 bogen Jordstråling – myte eller virkelighed.
Efter Uffe Thorndal stoppede som borgmester, har han bosat sig på Møn.
Uffe Thorndal blev i 2023 politianmeldt for chikane.

## Politisk karriere
I perioden 1977-1984 var Uffe Thorndahl medlem af Folketinget for Fremskridtspartiet. I perioden 1981-1983 var han desuden formand for partiets folketingsgruppe, men blev løsgænger i 1983.
I 1984 blev han medlem af Det Konservative Folkeparti.
Thorndahl var i perioden 1. januar 1990 – 17. november 2009 medlem af Hørsholm Kommunalbestyrelse indvalgt for Det Konservative Folkeparti og siden 17. marts 2008 som løsgænger. I perioden 1994-1998 var han viceborgmester, og den 1. januar 2001 efterfulgte han Hanne Falkensteen som borgmester.
Ved valget i 2005 fik Det Konservative Folkeparti i Hørsholm 34,1 procent af stemmerne – en tilbagegang på 9,6 procentpoint i forhold til valget i 2001.
Thorndahl fik i 2001 1.798 personlige stemmer, i 2005 697 personlige stemmer.
Ved kommunalvalget i 2009 oplevede Det Konservative Folkeparti – nu med Morten Slotved som spidskandidat – en fremgang til 35,6 procent af stemmerne.
Sideløbende med sin plads i byrådet i Hørsholm var han i perioden 1991-1994 medlem af Frederiksborg Amtsråd og igen fra 1998 frem til amtets nedlæggelse i 2006.

## Kontroverser
I 1990 politianmeldte Uffe Thorndahl og hans daværende kone Bente Juncker (CD) deres handicappede naboer ved sommerhuset på Møn. Thorndals begrundelse var, at de handicappede "hyler, stønner og grynter, som var det fodringstid på en mindre svinefarm". Bente Juncker måtte gå af som socialminister i 1994 efter at have fremsat udokumenterede anklager mod institutionens leder for sexmisbrug af de handicappede. Juncker fik 14 dage på posten som socialminister, fra den 28. januar 1994 til den 11. februar 1994.
Efter skilsmissen mellem Uffe Thorndahl og Bente Juncker anviste Hørsholm Kommune i efteråret 2002 Thorndahls ekskone et rækkehus fra 1954 i engelsk stil på 120 kvm. et stenkast fra Øresund til en husleje på 5.443 kr. om måneden. Ekstra Bladet havde en omfattende reportage om denne sag ultimo marts 2004, hvoraf det bl.a. fremgik, at det var Hørsholms Kommunes konservative 1. viceborgmester, restauratør Thorkild Gruelund, der havde anvist Juncker boligen.
I marts 2008 gjorde Uffe Thorndahl sig igen bemærket i de landsdækkende medier ved at fremsætte anklager mod finansminister Lars Løkke Rasmussen for gentagne gange at have brugt offentlige midler til personlige småindkøb, herunder cigaretter, i sin tid som amtsborgmester i Frederiksborg Amt i perioden 1998-2001. Anklagen var baseret på aktindsigt i amtets regnskabsbilag. Thorndahl blev mødt med kritik fra sine egne partifæller, bl.a. fra kulturminister Brian Mikkelsen, der bad ham standse sin "hetz". Tre dage efter sagens første omtale i pressen meldte Thorndahl sig så ud af Det Konservative Folkeparti, efter eget udsagn efter et ultimatum fra partiledelsen.
Også i marts 2008 kritiserede Uffe Thorndahl i en kronik i Ingeniøren skarpt regeringens (og dermed sine tidligere partifællers) krav om selskabsgørelse af vandsektoren.
I marts 2009 anmeldte Uffe Thorndahl den konservative tidligere vicestatsminister Bendt Bendtsen til politiet for at have modtaget bestikkelse.
I januar 2010 meldte Uffe Thorndahl også Dansk Folkepartis folketingsmedlem Jesper Langballe til politiet for racisme, da Langballe havde udtalt, at muslimske mænd slår deres døtre ihjel.
I oktober 2010 anmeldte Uffe Thorndal Erik Fabrins to børn til SKAT.
Fabrin var borgmester i Rudersdal Kommune og i den egenskab derfor også
formand for Gl. Holtegaard-Breda Fonden, der ejede en beboelsesejendom på Sundvej i Hellerup.
Fabrin kunne således bestemme, hvem der skulle bo i de attraktive boliger, der havde en lav husleje.
Fabrins to børn og ekskone boede i ejendommen.
Thorndal mente, at lejerene var skattepligtige af den mulige lejeværdi, jf. statsskattelovens § 4, litra b.
Uffe Thorndal anmeldte DR's generaldirektør Kenneth Plummer til politiet i oktober 2010 for overtrædelse af straffelovens § 152 for i "offentlig tjeneste" at have videregivet eller udnyttet fortrolige oplysninger. Baggrunden for anmeldelsen var, at Plummer havde tilbudt forfatteren Kurt Lassen fortrolige oplysninger fra DR, mod at Lassen ikke skrev om hans privatliv i bogen Plummer – summen af kardemommen.
I 2014 har Uffe Thorndahl ved brug af aktindsigt sat fokus på kommuners og regioners administration af reglerne for tabt arbejdsfortjeneste for kommunalbestyrelses- og regionsrådsmedlemmer. Det er en administrationspraksis, som øjensynligt har været problematisk flere steder.
I 2022 bragte Jyllands-Posten og Sjællandske Medier artikler om, at Uffe Thorndahls mange aktindsigtsanmodninger koster de danske myndigheder flere millioner kroner om året at behandle. Eksempelvis har Uffe Thorndahl i perioden 2017-2022 indsendt over 1.000 aktindsigtsanmodninger alene til én enkelt kommune (Vordingborg Kommune). Ifølge Jyllands-Posten ansatte Hedensted Kommune tilbage i 2013 en ekstern jurist i en periode for at håndtere Thorndals aktindsigtsanmodninger og brugte 1,5 millioner kroner på det.

## Tildelt pris o.l.
I 2015 blev Thorndahl ambassadør for Borgerretsbevægelsen; året efter fik han Borgerretsprisen og i 2018 Niels Ebbesens medalje.